# Acid Death
Acid Death ist eine griechische Metal-Band aus Athen, die im Jahr 1989 gegründet wurde, sich 2001 auflöste und seit dem Jahr 2011 wieder aktiv ist. In ihrer Karriere spielte die Band bereits zusammen mit Gruppen wie Kreator, The Haunted, Impaled Nazarene, Children of Bodom, Rotting Christ, Mayhem, Coroner, Onslaught, Pestilence, Sadist und Septic Flesh.

## Geschichte
Die Band wurde im Jahr 1989 gegründet. Im Jahr 1991 begann die Band mit den ersten Arbeiten zur EP Balance of Power. Im Winter des Jahres 1992 begab sich die Band in die Praxis Studios in Athen, um den Tonträger aufzunehmen. Die EP sollte jedoch nicht veröffentlicht werden und erst im Jahr 2008 als Gratis-Download angeboten werden. Drei Lieder sollten jedoch für die 1993er EP  Apathy Murders Hope verwendet werden. Apathy Murders Hope wurde über Molon Lave Records veröffentlicht. Im Jahr 1995 erschien eine Split-Veröffentlichung zusammen mit Avulsed. 1998 folgte das Debütalbum Pieces of Mankind, das in den AMP Studios in Athen aufgenommen wurde, wobei das Album 1999 über Coppro Records wiederveröffentlicht wurde. Die Band bestand zu dieser Zeit aus dem Bassisten und Sänger Savvas Betinis, den Gitarristen Dennis Costopoulos und Themis Katsimichas und dem Schlagzeuger Kostas Tsompanos. Kurz nach Veröffentlichung des Albums wurde Katsimichas durch den Gitarristen und Keyboarder Nikos Andreadakis ersetzt. Das zweite Album Random’s Manifest folgte im Jahr 2000 über Black Lotus Records. Die Aufnahmen hierfür fanden in den Marathon Studios in Athen statt. Aufgrund des anstößigen Covers wurde das Album jedoch vom deutschen Markt entfernt. Die Band löste sich im Folgejahr auf.
Im Jahr 2008 wurde das Album Pieces of Mankind vom griechischen Rock-Hard-Magazin zu den 40 markantesten Veröffentlichungen der griechischen Metal-Szene gezählt. Im Jahr 2011 fand die Band wieder zusammen und veröffentlichte im Juni 2012 das Album Eidolon. Das Album wurde in den DevaSoundz Studios und bei S.I.A. Recordings in Athen aufgenommen. Im Jahr 2011 nahm die Band am finnischen Halvation Festival, im Jahr 2012 am griechischen Inferntac Festival und im Jahr 2013 am griechischen Rockwave Festival, am griechischen New Long Festival und am slowenischen Metaldays Festival teil. Die Band besteht momentan aus dem Sänger und Bassisten Savvas Betinis, den Gitarristen Dennis Kostopoulos und John Anagnostou und dem Schlagzeuger Kostas Alexakis. 2015 unterschrieb die Gruppe einen Plattenvertrag mit 7hard, einem Sublabel der Winnender 7us media group GmbH, der zur Veröffentlichung von zwei medial beachteten Alben führte: Hall of Mirrors (2015) und Primal Energies (2019), so wurde Savvas Betinis im Februar 2017 vom Sender bw Family in die Talkshow „VollWert – Kreative Köpfe aus Musik und Kultur“ eingeladen, die eine Folge ausschließlich mit dem griechischen Musiker produzierten.

## Stil
In einer Rezension zu Eidolon im Metal Hammer stellte Robert Müller fest, dass Acid Death in ihren Anfangstagen zu den ersten Bands im progressiven Death-Metal-Bereich zählten. Jedoch sei davon nicht mehr viel übrig geblieben und das Album weise nur noch eine Mischung aus austauschbarem Thrash- und Death-Metal auf.
thethrashmetalguide.com bezeichnete Pieces of Mankind als progressiven Thrash Metal, wobei vor allem der Gesang an Death Metal erinnere. Die Musik sei vergleichbar mit den Werken von Mekong Delta, Coroner und Death. Random’s Manifest wende sich fast komplett dem progressiven Death Metal zu, wobei die komplexen Liedstrukturen gelegentlich an Jazz erinnern, sodass die Band vergleichbar mit Atheist, Death, Pestilence und Cynic sei. Balance of Power biete eine Mischung aus Thrash- und Death-Metal vergleichbar mit Pestilence und Massacra.

## Diskografie
- 1990: Rotation of Insanity (Demo, Eigenveröffentlichung)
- 1993: Promo 1993 (Demo, Eigenveröffentlichung)
- 1993: Apathy Murders Hope (Single, Molon Lave Records)
- 1994: Misled / Deformed Beyond Belief (Split mit Avulsed, Molon Lave Records)
- 1996: Promo 1996 (Demo, Eigenveröffentlichung)
- 1998: Pieces of Mankind (Album, Metal Mad Music)
- 1999: Promo 1999 (Demo, Eigenveröffentlichung)
- 2000: Random’s Manifest (Album, Black Lotus Records)
- 2011: Promo 2011 (Demo, Eigenveröffentlichung)
- 2012: Eidolon (Album, Noisehead Records)
- 2013: MisleD (EP, Eigenveröffentlichung)
- 2015: Hall of Mirrors (Album, 7hard c/o 7us Media group GmbH)
- 2019: Primal Energies (Album, 7hard c/o 7us Media group GmbH)